# Davide Cimolai
Davide Cimolai (né le 13 août 1989 à Pordenone, dans le Frioul-Vénétie Julienne) est un coureur cycliste italien.

## Biographie
Davide Cimolai commence le cyclisme à l'âge de huit ans. Il pratique également le football, jusqu'en catégorie allievi (moins de 17 ans) : il choisit alors de se consacrer au cyclisme. En catégorie moins de 23 ans, au sein de l'équipe Marchiol, il gagne le Tour d'Émilie amateurs en 2008, la Coppa San Geo, le Trofeo Franco Balestra et le Trofeo Banca Popolare en 2009.
Davide Cimolai devient coureur professionnel au sein de l'équipe Liquigas-Doimo en 2010. En début d'année, il gagne avec ses coéquipiers le contre-la-montre par équipes de la Semaine internationale Coppi et Bartali. Au Tour de Turquie, il a la possibilité de tenter sa chance au sprint après l'abandon de Francesco Chicchi. Il prend la deuxième place de la sixième étape, derrière André Greipel. Durant la suite de la saison, il est neuvième du Grand Prix de l'industrie et de l'artisanat de Larciano, quatrième du Circuit de Getxo, deuxième d'étape du Tour de Burgos.
En début d'année 2011, Davide Cimolai se concentre sur la piste. Il participe ainsi aux championnats du monde à Apeldoorn, aux Pays-Bas. Faisant équipe avec Elia Viviani, il prend la sixième place de l'américaine. De retour sur route, il dispute son premier Paris-Roubaix, qu'il ne parvient pas à terminer. En juillet, aux championnats d'Europe de cyclisme sur piste espoirs à Anadia, au Portugal, il obtient la médaille d'or du scratch et la médaille d'argent de l'américaine, avec Viviani. En septembre, il obtient deux nouveaux titres de champion d'Italie, au scratch et à l'américaine.
En 2012, Cimolai rejoint l'équipe italienne Lampre, qui l'engage pour deux saisons, afin notamment d'aider le sprinter Alessandro Petacchi. Il dispute le Tour d'Espagne 2012, son premier grand tour. En 2013, il participe au Tour de France. Il est quatrième de la deuxième étape. En septembre, il se classe cinquième de la Brussels Cycling Classic, quatrième du Grand Prix de Fourmies.
Petacchi ayant quitté la Lampre au printemps 2013, Cimolai travaille principalement à emmener les sprints de Roberto Ferrari et de Sacha Modolo, recruté par l'équipe en 2014. Ayant parfois la possibilité de jouer sa chance au sprint, il est neuvième de la quatrième étape du Tour de France 2014, troisième d'étape de l'Eneco Tour, septième de la Vattenfall Cyclassics. Au deuxième semestre 2014, il prolonge de deux ans son contrat avec la formation Lampre-Merida.
Au cours de la saison 2015 il s'adjuge le Trofeo Laigueglia et la cinquième étape de Paris-Nice en début d'année. Il se classe également huitième de Milan-San Remo. Durant l'été il est 155e du Tour de France.
Au mois d'octobre 2016, il signe un contrat avec l'équipe française FDJ.
En 2017, pour l'une de ces premières courses avec la FDJ, il remporte la 1ère étape du Tour de Catalogne. Au mois de juillet il est sélectionné pour les championnats d'Europe de cyclisme sur route et participe également au Tour de France.
En août 2018, il termine cinquième du championnat d'Europe sur route à Glasgow.
En 2019, il rejoint l'équipe continentale professionnelle Israel Cycling Academy et gagne au sprint la 1re étape du Tour de Castille-et-León, après le déclassement pour sprint irrégulier de Carlos Barbero, il gagne encore l'étape du lendemain et le classement général final. Fin juillet, il est présélectionné pour représenter son pays aux championnats d'Europe de cyclisme sur route.
En 2020, il est sélectionné pour représenter son pays aux championnats d'Europe de cyclisme sur route organisés à Plouay dans le Morbihan. Il se classe trentième de la course en ligne.
Cimolai s'engage pour 2024 avec l'équipe Movistar. Il annonce que son recrutement s'est fait « principalement pour aider Gaviria » dans les sprints.

## Palmarès sur route et classements mondiaux

### Palmarès amateur
- 2005
  - 2e du championnat d'Italie sur route cadets
- 2008
  - Tour d'Émilie amateurs
- 2009
  - Coppa San Geo
  - Trofeo Franco Balestra
  - Trofeo Banca Popolare

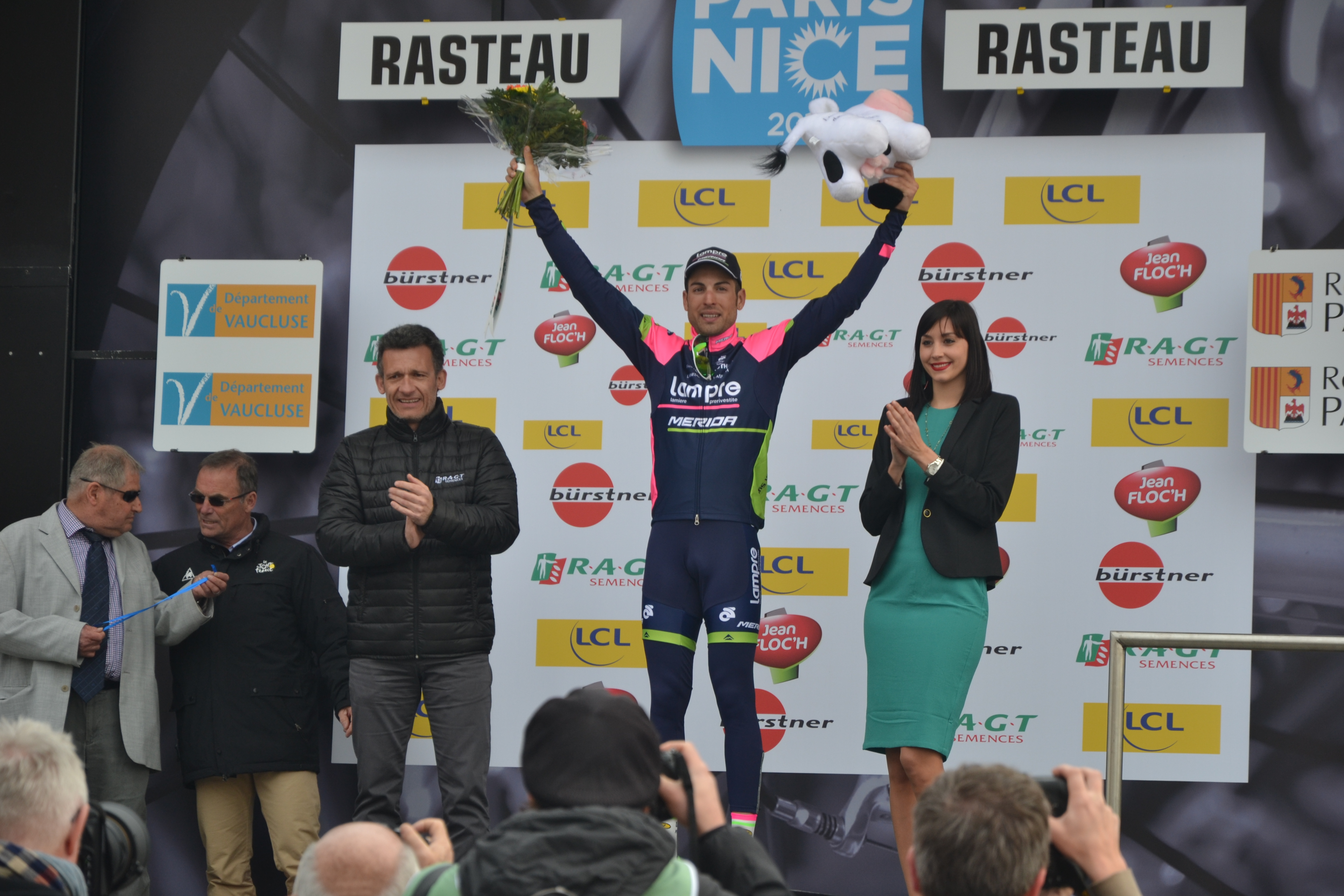
podium de la 5e étape du Paris-Nice 2015

  - 2e de la Medaglia d'Oro Fiera di Sommacampagna
  - 3e de La Popolarissima
  - 3e de la Medaglia d'Oro Frare De Nardi

### Palmarès professionnel
- 2010
  - 1reb étape de la Semaine internationale Coppi et Bartali (contre-la-montre par équipes)
- 2013
  - 3e du Trofeo Platja de Muro
- 2014
  - 7e de la Vattenfall Cyclassics
- 2015
  - Trofeo Laigueglia
  - 5e étape de Paris-Nice
  - 8e de Milan-San Remo
- 2016
  - 6e étape du Tour de Catalogne
  - 2e étape du Tour du Japon
- 2017
  - 1re étape du Tour de Catalogne
- 2018
  - 5e du championnat d'Europe sur route
- 2019
  - Tour de Castille-et-León :
    - Classement général
    - 1re et 2e étapes

  - 3e étape du Tour de Wallonie
  - 4e de Eschborn-Francfort
- 2024
  - 2e du Tour de Castille-et-León

### Résultats sur les grands tours

#### Tour de France
5 participations
- 2013 : 137e
- 2014 : 163e
- 2015 : 155e
- 2016 : 168e
- 2017 : 152e

#### Tour d'Italie
6 participations
- 2019 : 130e
- 2020 : 118e
- 2021 : 127e
- 2022 : 135e
- 2023 : non-partant (9e étape)
- 2024 : 134e

#### Tour d'Espagne
4 participations
- 2012 : 163e
- 2021 : abandon (8e étape)
- 2022 : 134e
- 2023 : 146e

### Classements mondiaux
| Année                                 | 2009 | 2010 | 2011 | 2012 | 2013 | 2014 | 2015 | 2016 | 2017 | 2018 | 2019 | 2020  | 2021 | 2022 | 2023 | 2024 |
| ------------------------------------- | ---- | ---- | ---- | ---- | ---- | ---- | ---- | ---- | ---- | ---- | ---- | ----- | ---- | ---- | ---- | ---- |
| UCI World Tour                        |      |      | nc   | nc   | 178e | 114e | 100e | 172e | 203e | 337e |      |       |      |      |      |      |
| Classement mondial                    |      |      |      |      |      |      |      | 890e | 574e | 508e | 140e | 1029e | 386e | nc   | 513e | 314e |
| UCI Europe Tour                       | 108e |      |      |      |      |      |      | nc   | 691e | 325e | 115e | 798e  | 319e | nc   | nc   | nc   |
| UCI Asia Tour                         | nc   |      |      |      |      |      |      | 343e | nc   | nc   |      |       |      |      |      |      |
|                                       |      |      |      |      |      |      |      |      |      |      |      |       |      |      |      |      |
| Légende : nc = non classéSource : UCI |      |      |      |      |      |      |      |      |      |      |      |       |      |      |      |      |

## Palmarès sur piste

### Championnats du monde
- Apeldoorn 2011
  - 6e de l'américaine

### Championnats d'Europe
- Pruszkow 2008
  -  Médaillé de bronze de la poursuite par équipes espoirs
- Anadia 2011
  -  Champion d'Europe du scratch espoirs
  -  Médaillé d'argent de l'américaine espoirs

### Championnats nationaux
- 2006
  - 2e du championnat d'Italie de l'américaine juniors
  - 3e du championnat d'Italie de poursuite juniors
  - 3e du championnat d'Italie de poursuite par équipes juniors
- 2007
  - 2e du championnat d'Italie de poursuite juniors
  - 2e du championnat d'Italie de vitesse par équipes juniors
  - 2e du championnat d'Italie de course aux points juniors
- 2008
  -  Champion d'Italie de poursuite par équipes (avec Alex Buttazzoni, Gianni Da Ros, Jacopo Guarnieri et Elia Viviani)
  -  Champion d'Italie de l'omnium
- 2009
  -  Champion d'Italie de poursuite par équipes (avec Daniel Oss, Jacopo Guarnieri et Elia Viviani)
  -  Champion d'Italie du scratch
- 2010
  -  Champion d'Italie de la course aux points
- 2011
  -  Champion d'Italie de l'américaine (avec Elia Viviani)
  -  Champion d'Italie du scratch

### Autres épreuves
- Trois Jours de Pordenone : 2008 (avec Gianni Da Ros)